# Corpuscule de Meissner

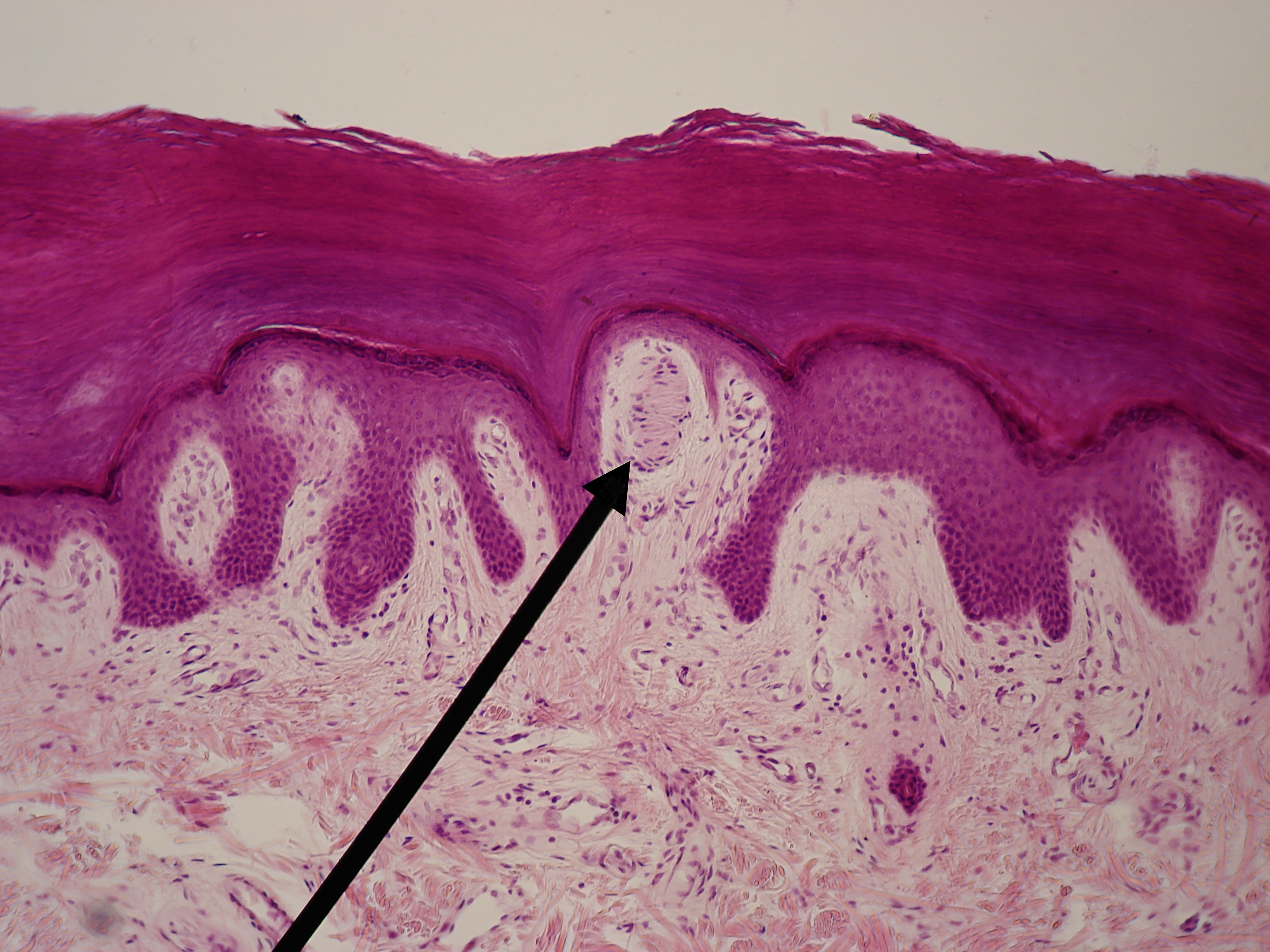
Corpuscule de Meissner

Les corpuscules de Meissner, découverts par l'anatomiste Georg Meissner (1829 - 1905), sont des récepteurs sensoriels formés de terminaisons encapsulées, situés dans le derme papillaire (partie supérieure du derme), particulièrement sensibles au toucher léger.
Localisés dans les régions à haute sensibilité comme les doigts, la plante des pieds, les lèvres, la langue, etc. Ils se présentent sous la forme de lamelles conjonctives de cellules disposées en piles d'assiettes au milieu d'une papille dermique.  Ce sont des mécanorécepteurs à adaptation rapide. Similairement aux corpuscules de Pacini, ils saisissent les vibrations ou les mouvements.